# Mezei egyrétűtapló
A mezei egyrétűtapló (Dichomitus campestris) a likacsosgombafélék családjába tartozó, Európában honos, lombos fák elhalt törzsén, ágain élő, nem ehető gombafaj.

## Megjelenése
A mezei egyrétűtapló termőteste 2-7 (15) cm széles és 1-3 cm magasra kiemelkedő, párnaszerű réteget képez az aljzaton, alakja nagyjából kerek, ovális vagy szabálytalan. Ritkán konzolos is lehet. 
Felső termőrétege sárga, barnás vagy vörösbarnás, idősen a széle felől sötétbarnává, feketévé válik; csöves szerkezetű. A pórusok krémsárgák vagy barnásak, kerekek vagy hosszúkásak, gyakran szabálytalan méretűek, viszonylag nagyok (1-2/mm). 
Húsa szívós, parafaszerű, barnás színű. Szaga és íze nem jellegzetes.
Spórapora fehér. Spórája megnyúlt ovális alakú, sima, inamiloid, mérete 9-12 x 3,5-4,5 μm.

### Hasonló fajok
A hanyattfekvő egyrétűtapló, a homoktövis-tapló, az égerfa-rozsdástapló, a fehér egyrétűtapló hasonlít hozzá. 

## Elterjedése és termőhelye
Európában honos. 
Lombos fák (főleg tölgy) elhalt törzsén, vastag ágain található meg, azok anyagában fehérkorhadást okoz. A termőtest egész évben látható, de spórákat főleg nyár végén, ősszel termel.

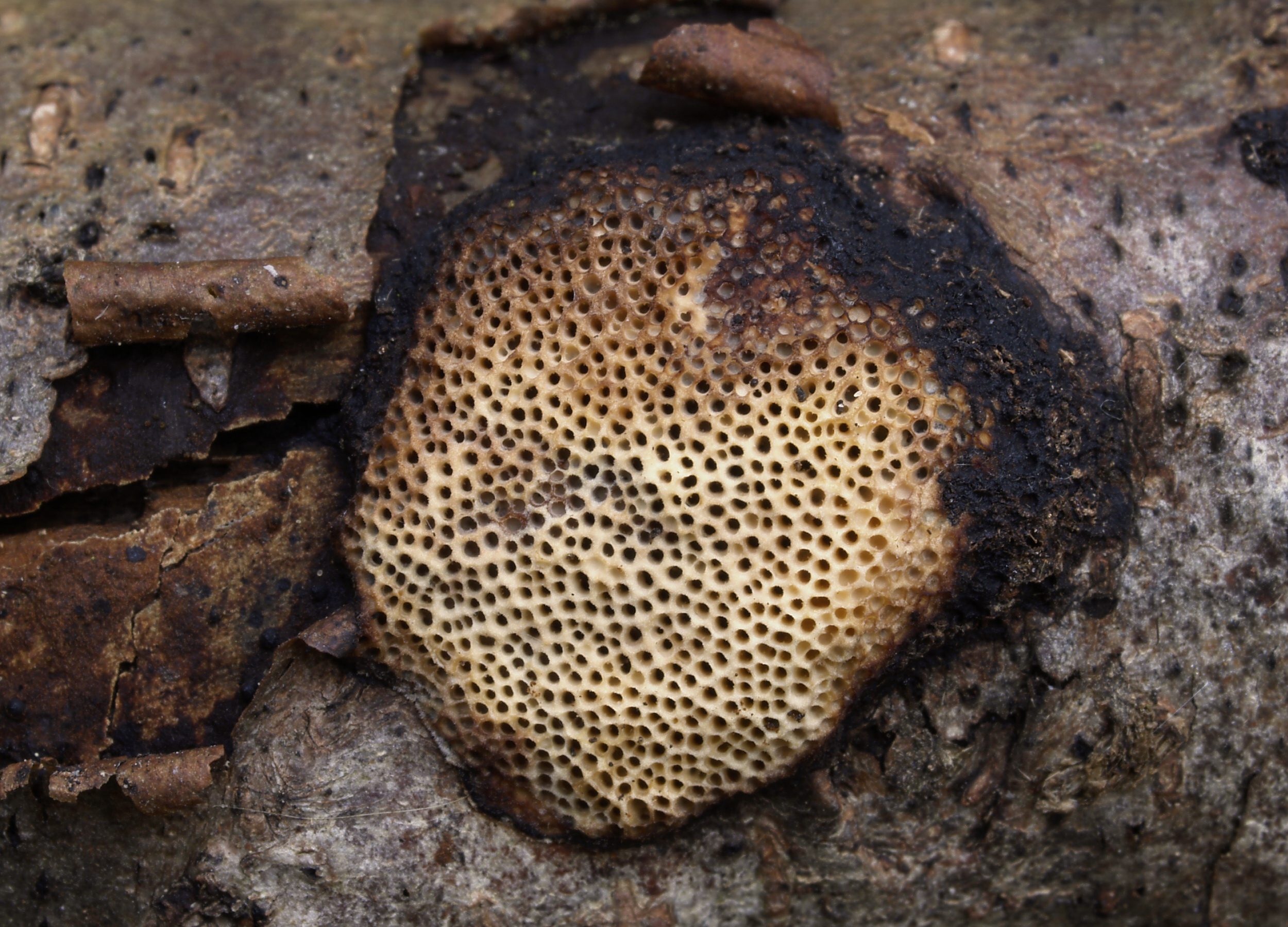
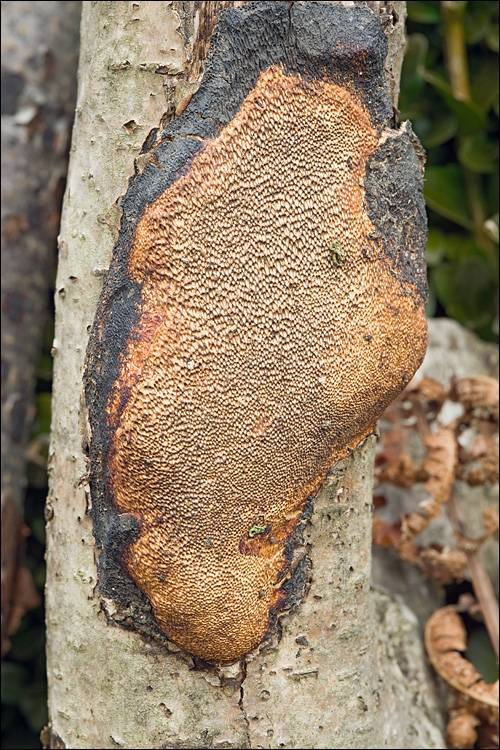
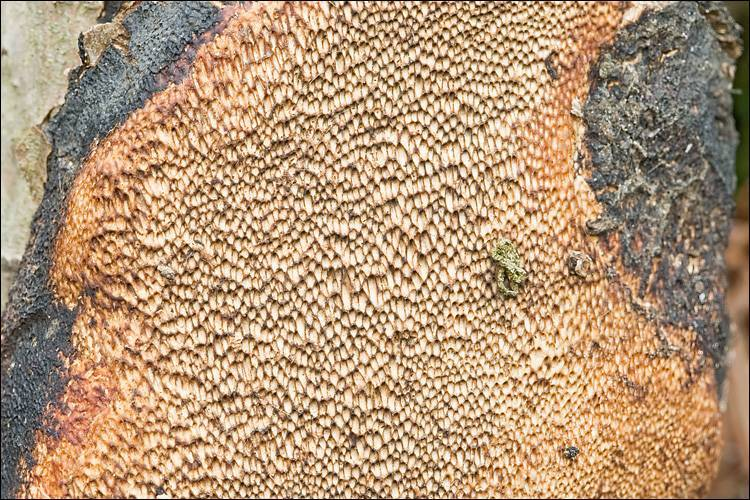
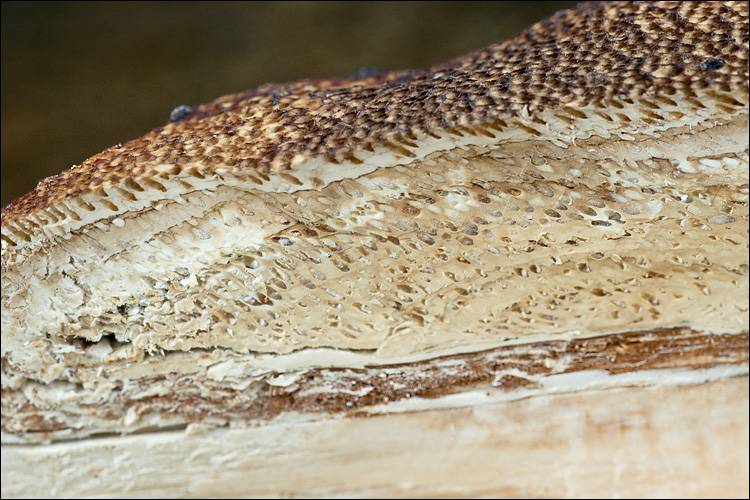
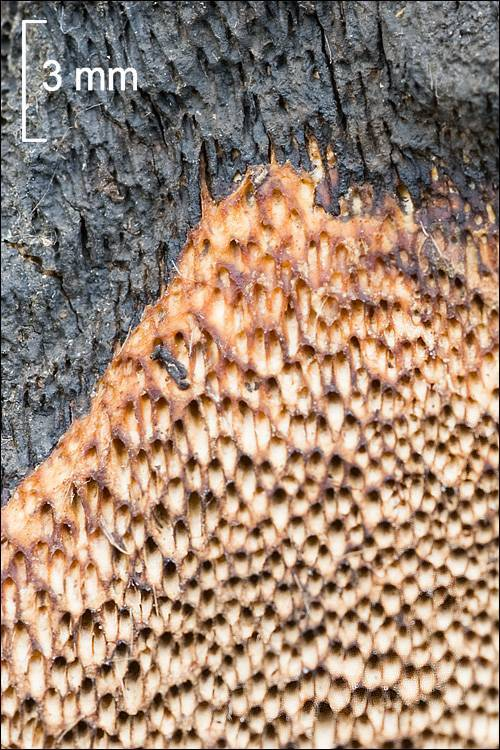

Nem ehető. 